# Kráľovský Chlmec
Král'ovský Chlmec (în maghiară Királyhelmecz) este un oraș din Slovacia cu 7.489 locuitori (2009).

## Demografie
| An:                | 1994 | 2004   | 2014   | 2024   |
| ------------------ | ---- | ------ | ------ | ------ |
| Număr de persoane: | 8264 | 7966   | 7621   | 7322   |
| Diferență:         |      | −3,60% | −4,33% | −3,92% |

| An:                | 2023 | 2024   |
| ------------------ | ---- | ------ |
| Număr de persoane: | 7352 | 7322   |
| Diferență:         |      | −0,40% |

Marea majoritate a locuitorilor sunt etnici maghiari.